# Koganeyu
Koganeyu (小金湯) és un barri i àrea del districte de Minami, Sapporo, Hokkaido, al Japó. La zona és coneguda per les seues fonts d'aigua termal u onsen, de fet, el yu del nom del barri vol dir "aigua calenta", fent referència a l'aigua termal. Per altra banda, els dos altres ideogrames ("xicotet" i "or") no tenen un significat clar; segons algunes fonts el nom pot vindre del suposat aspecte daurat del sofre de les aigües termals o tal volta perquè a la zona es pogué trobar or. També es pot deure a la calcopirita trobada al llit del riu.

## Geografia

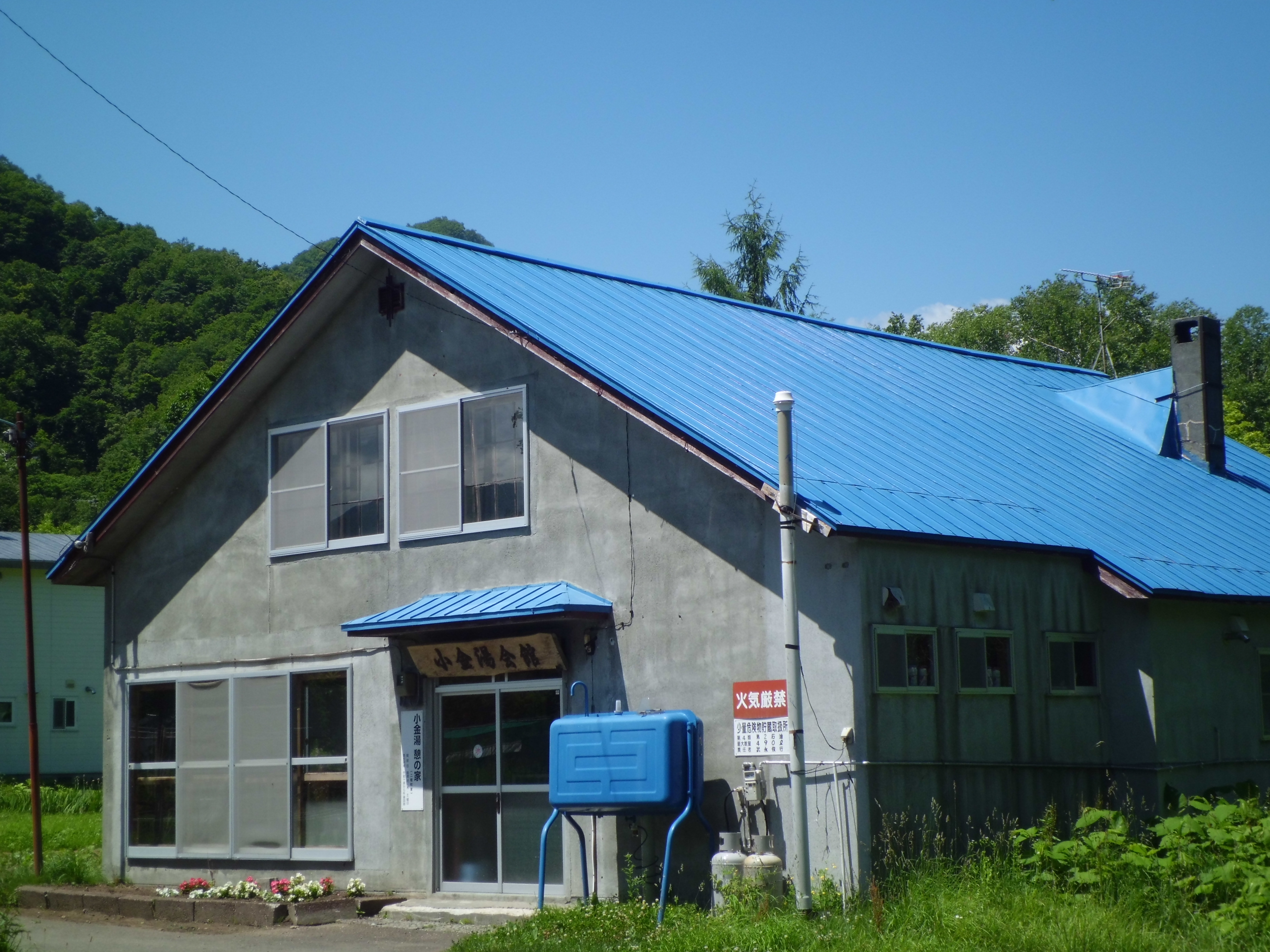
Saló d'actes de Koganeyu

Geogràficament, Koganeyu es troba al sud del terme municipal de Sapporo, a Minami-ku. El nucli de Koganeyu es troba en mig d'una zona boscosa i aïllada separada de l'àrea urbana de Sapporo, on el riu Hyakumatsuzawa desaigua en el riu Toyohira.

### Punts d'interés
- Establiments termals (onsen) de Koganeyu.
- Centre de cultura ainu de Sapporo.
- Santuari xintoista de Koganeyu Tenman Gû.
- Presa de Toyama.
- Koganeyu Sakura no Mori.

## Història

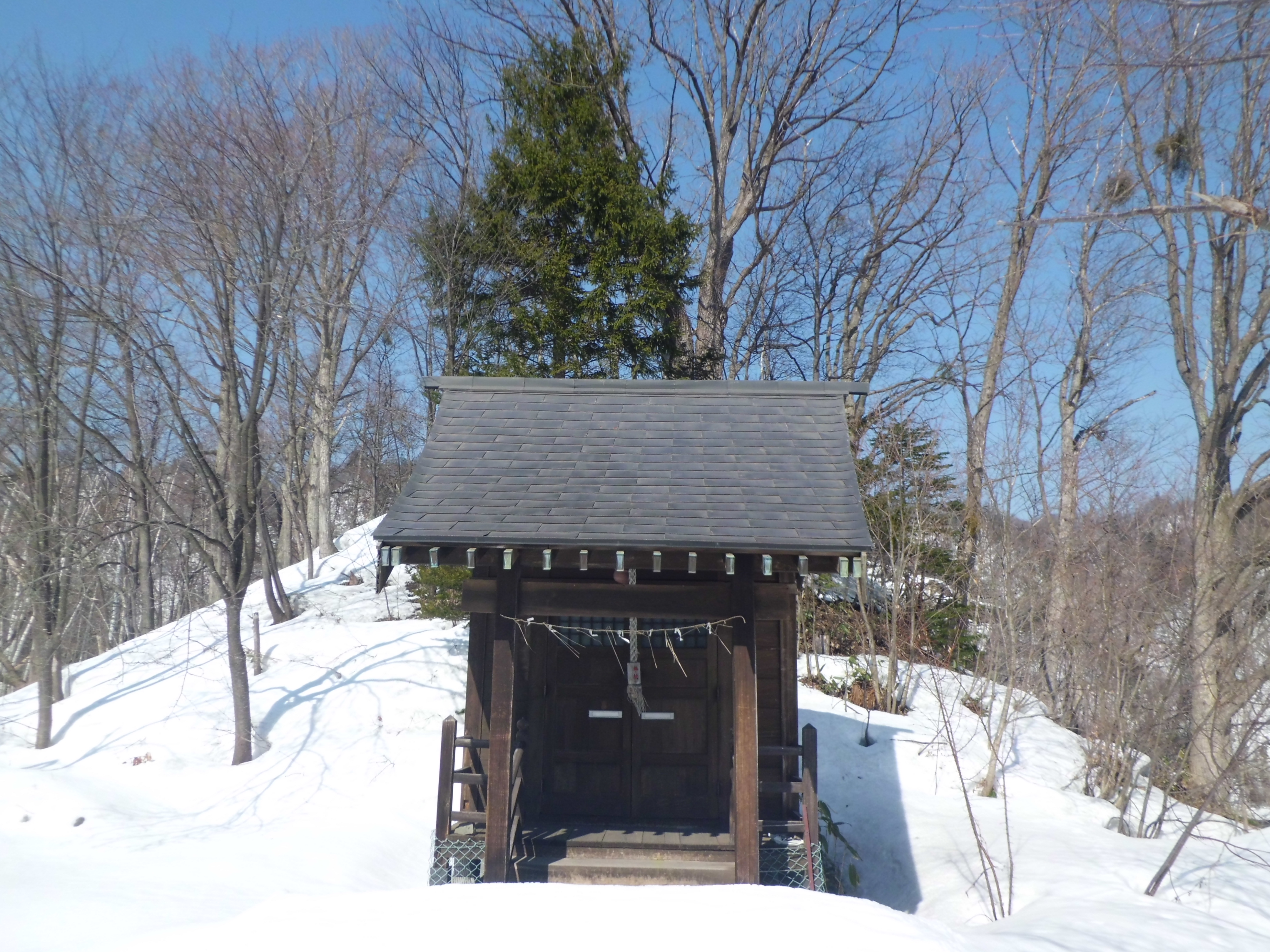
Koganeyu Tenman-gû

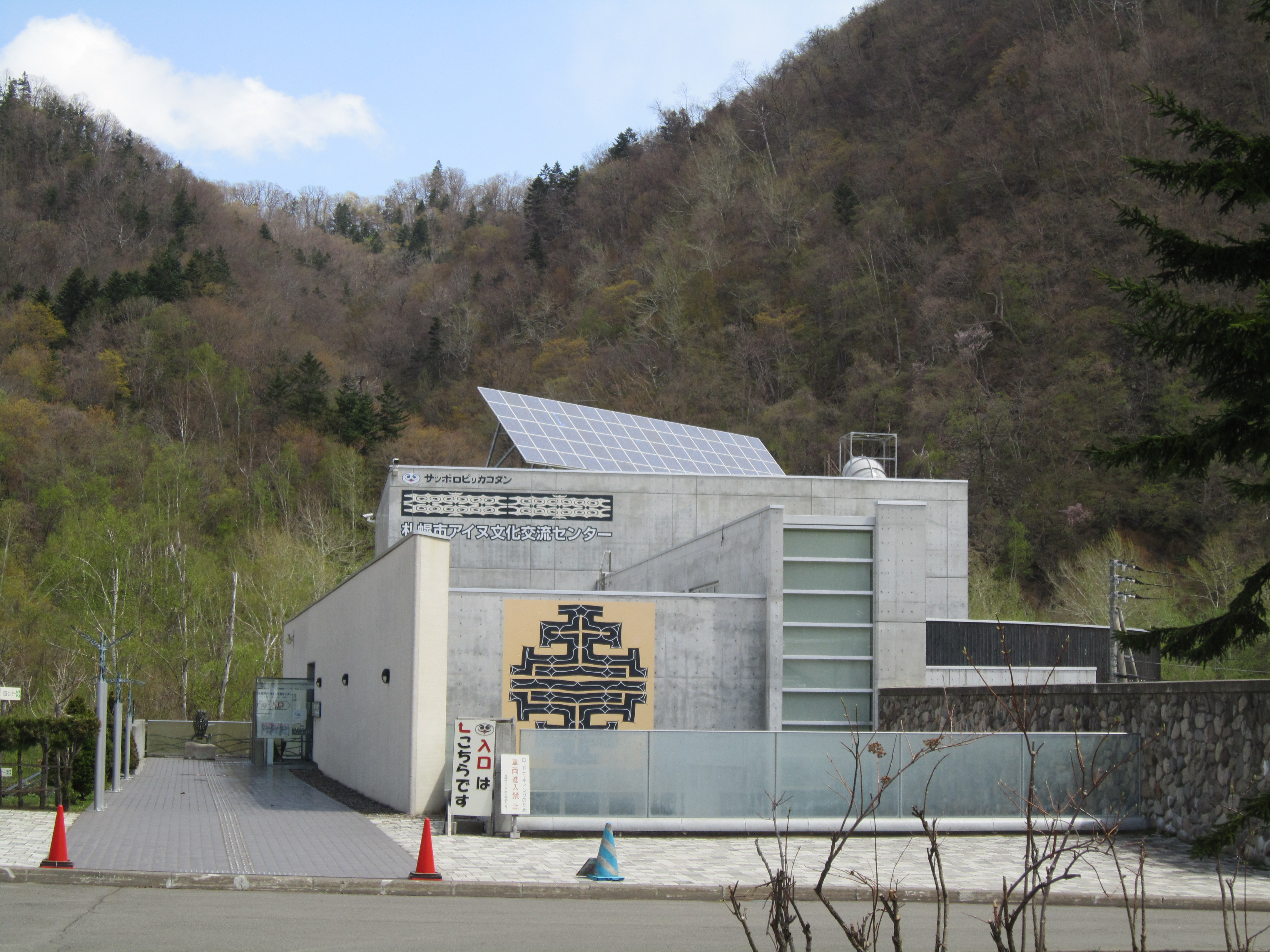
Centre de promoció cultural ainu de Sapporo

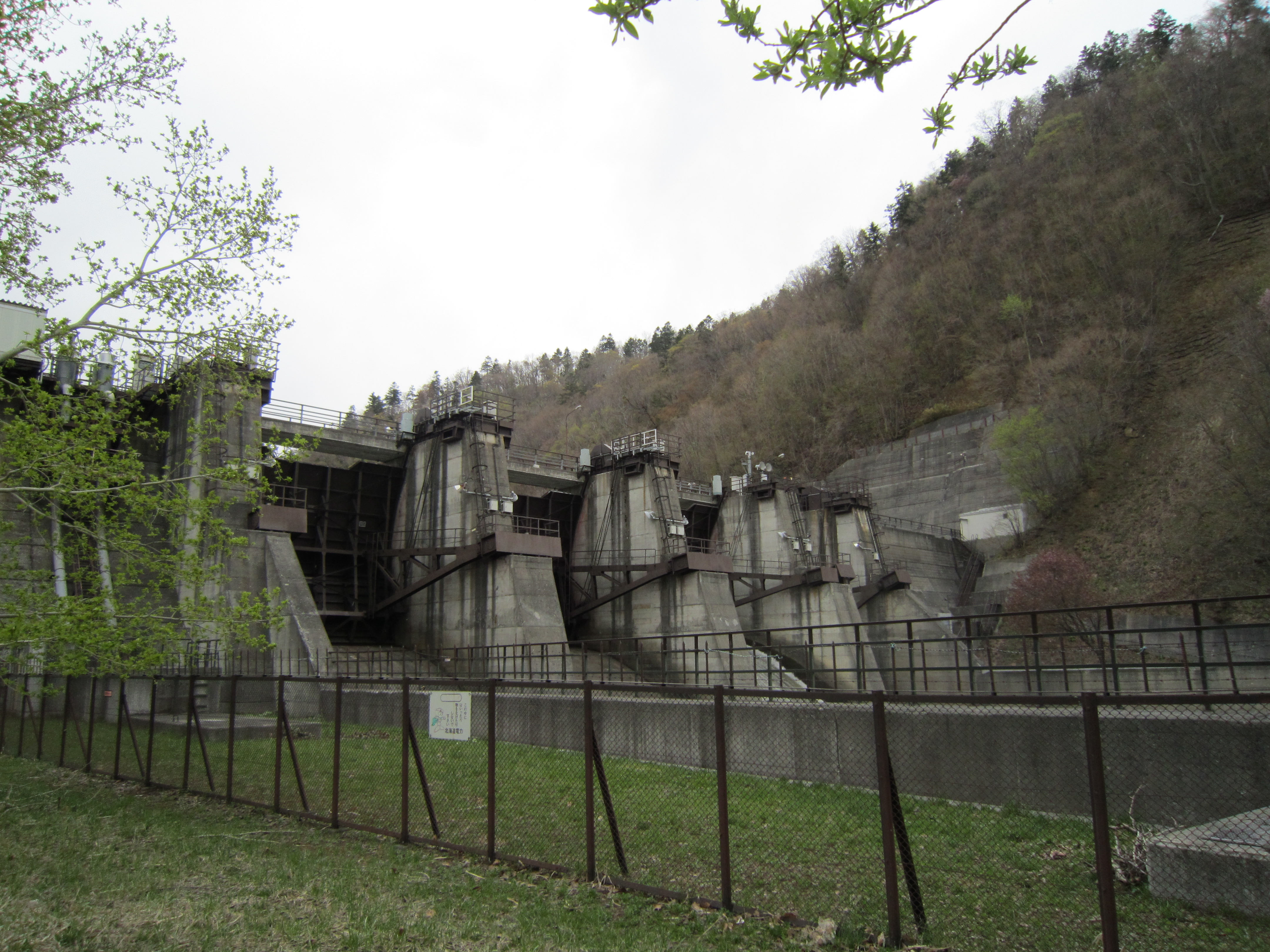
Presa de Toyama, en el riu Toyohira

Fins a la integració al districte de Minami, Koganeyu formava part primer de Hiragishi i posteriorment a l'antic municipi de Toyohira.
El 1884 es va obrir a la zona una granja de l'escola agrícola de Sapporo amb població i treballadors procedents de les zones de muntanya de Kyushu. Koganeyu fou arribat a ser qualificat com a "reclam de Kumamoto", ja que la persona encarregada de la granja era de la prefectura de Kumamoto.
Vora el 1887 a Koganeyu s'obri la primera instal·lació d'aigües termals i la zona passa a començar a ser coneguda per aquesta activitat.
El 1944 passà a formar part del barri de Toyotaki, però al 1963, després de la dissolució del municipi de Toyohira, Koganeyu torna a ser un topònim diferenciat.

### Cronologia
- 1884: Creació d'una granja a la zona per part de l'escola agrícola de Sapporo.
- 1887: Comencen les activitats de cases d'aigües termals.
- 1936: S'obri l'estació de Koganeyu de la línia de ferrocarril de Jōzankei.
- 1961: Koganeyu passa a formar part del terme municipal de Sapporo.
- 1972: Koganeyu forma part del districte de Minami.